# 엑시콘
주식회사 엑시콘(영어: Exicon)은 대한민국의 반도체 기업이다. 또한 외국인 지분율이 2.88%이다.

## 사업
반도체의 성능과 신뢰성 검사에 쓰이는 메모리 테스터와 SSD 테스터 제품을 제조 및 공급하고 있다 국책 과제를 통해 CXL 테스터 개발에 착수하였다 삼성전자에도 제품을 납품한다.